# Andreas Bovenschulte
Andreas Bovenschulte (ur. 11 sierpnia 1965 w Hildesheimie) – niemiecki polityk, prawnik i samorządowiec, członek Socjaldemokratycznej Partii Niemiec (SPD), od 2019 burmistrz Bremy.

## Życiorys
Zdał egzamin maturalny w Sarstedt, a w 1994 ukończył studia prawnicze na Uniwersytecie w Bremie. Doktoryzował się w 1998. Pracował na macierzystej uczelni, a także jako prawnik, w tym jako referent w administracji kraju związkowego Brema.
Zaangażował się w działalność polityczną w SPD, do której wstąpił w 1984. Od 2010 przez kilka lat stał na czele partii w Bremie. Od 2007 był zastępcą burmistrza Weyhe, a od 2014 pełnił funkcję burmistrza tej gminy.
W maju 2019 SPD przegrała z chadekami w Bremie kolejne wybory regionalne. Andreas Bovenschulte uzyskał wówczas mandat posła do regionalnego parlamentu. Urzędujący socjaldemokratyczny burmistrz Carsten Sieling zrezygnował z ubiegania się o ponowny wybór. SPD utrzymała władzę, zawierając koalicję z Zielonymi i Die Linke. Andreas Bovenschulte został kandydatem na urząd prezydenta Senatu i burmistrza Wolnego Hanzeatyckiego Miasta Bremy, obejmując tę funkcję w sierpniu 2019. Pozostał na tym urzędzie również po wyborach z 2023, po których odnowiono dotychczasową koalicję.